# Omiš
Die Stadt Omiš (lateinisch Onaeum, italienisch Almissa) liegt im Süden Kroatiens an der Mündung der Cetina ins adriatische Meer und gehört zu Dalmatien. Die heute hauptsächlich vom Tourismus lebende Stadt hat etwa 15.000 Einwohner (Stand Ende 2011). Die nächste größere Stadt ist Split, die 25 Kilometer westlich liegt.

## Geschichte
Die Gegend um Omiš war schon in der Frühzeit besiedelt. Während der Römerzeit gab es in diesem Bereich mehrere kleinere Siedlungen, von denen Oneum innerhalb der Gemarkungen von Omiš liegt. Nach dem Zerfall des weströmischen Reiches und einer kurzen byzantinischen Herrschaft gelangte die Stadt in die Hand der slawischen Narentaner. Der erste namentlich bekannte Fürst von Omiš ist Nikola Kačić im Jahre 1167. In dieser Zeit war Omiš ein Piratennest. Neben dem in der Nordadria liegenden Senj wurde die Stadt ein Zentrum der Seeräuberei in der Adria, die nicht nur den venezianischen Seehandel stark gefährdete. Zeitweise musste sich Venedig mit sehr hohen Passiergeldern freie Fahrt erkaufen, auch Ragusa zahlte Tribute. Danach wechselten sich verschiedene Herrschaften schnell ab, bis es 1444 Venedig gelang, die Stadt zu erobern. Bis zum Ende der venezianischen Republik behielt sie die Kontrolle über Omiš. In dieser Zeit erhielt die Stadt das heutige, dalmatinisch-venezianisch geprägte Aussehen.
Kulturell sehr bedeutsam ist die altkroatische Kirche Sveti Petar ‚St. Peter‘, am gegenüberliegenden Cetinaufer. Das einschiffige Kuppelgebäude aus dem 10. Jahrhundert zählt zu den wertvollsten Baudenkmälern Dalmatiens aus dieser Zeit.

## Gliederung
Neben der Stadt Omiš existieren die Siedlungen Tugare, Kučiće, Kostanje, Stanići und Gata.
Kleinere Ortsteile sind Blato na Cetini, Čelina, Čišla, Donji Dolac, Dubrava, Gornji Dolac, Lokva Rogoznica, Marušići, Medići, Mimice, Naklice, Nova Sela, Ostravica, Pisak, Podašpilje, Podgrađe, Putišići, Ruskamen, Seoca, Slime, Smolonje, Srijane, Svinišće und Zvečanje.

## Umgebung
Vor den Toren der Stadt liegt das Gebiet der ehemaligen Republik Poljica (15.–19. Jh.).
Eine geografische Besonderheit der kleinen Stadt ist die Mündung des Flusses Cetina in die Adria. Diese Mündung trennt die Altstadt von der Neustadt. Durch eine Brücke über die Mündung sind diese beiden Teile miteinander verbunden.
Oberhalb der Stadt befinden sich die altertümlichen Reste der Festungen Mirabella (13. Jh.) und Starigrad (15. Jh.).

## Städtepartnerschaft
- Diksmuide, Belgien
- Rjasan, Russland

## Galerie

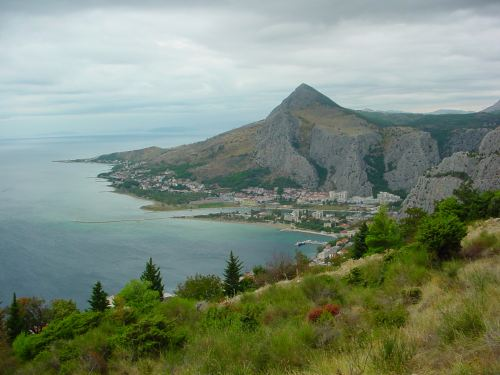
Omiš und die Mündung der Cetina
Blick von der Burg auf die Altstadt von Omiš
Panorama von Omiš, fotografiert von der äußersten Hafenspitze
Abendliches Panorama von Omiš (aufgenommen vom Stadtteil Baučići)
Bergrücken oberhalb von Omiš mit der Festung Starigrad.